# 19999 Depardieu
19999 Depardieu è un asteroide della fascia principale. Scoperto nel 1991, presenta un'orbita caratterizzata da un semiasse maggiore pari a 2,2134271 UA e da un'eccentricità di 0,0496551, inclinata di 6,11229° rispetto all'eclittica.
L'asteroide è dedicato all'attore francese Gérard Depardieu e al figlio Guillaume Depardieu.